# Jessie Aspinall
Jessie Strahorn Aspinall (* 10. Dezember 1880 in Forbes, New South Wales, Australien; † 25. August 1953 in Sydney, Australien) war eine australische Ärztin. Sie war 1906 die erste weibliche Junior-Ärztin im Royal Prince Alfred Hospital in Camperdown.

## Leben und Werk
Aspinall war die einzige das Erwachsenenalter überlebende von drei Töchtern von Arthur Ashworth Aspinall und seiner Frau Helen, geborene Strahorn. Nachdem die Familie 1887 nach Sydney gezogen war, wurde sie am Presbyterian Ladies College in Croydon (New South Wales), am Riviere College und in Miss Gurneys Kambala ausgebildet. Anschließend studierte sie Medizin an der Universität Sydney, wo sie  ihren Bachelor of Medicine und 1906 den Master of Surgery erwarb.
Ihre Ernennung 1906 zur ersten weiblichen Junior-Ärztin im Royal Prince Alfred Hospital sorgte für Furore, als das Conjoint Board ihr und Susie O’Reilly die Bestätigung verweigerte. Ihr Vater machte in einem langen Brief an den Sydney Morning Herald am 9. Februar auf die Ungerechtigkeit der Maßnahmen des Vorstands aufmerksam. Daraufhin gab es Leitartikel in den führenden Zeitungen mit vielen Briefen an die Redakteure und Protesttreffen von Frauengruppen. Am 2. März beschloss der Verwaltungsrat Aspinall für ein Jahr zu ernennen.
1907 wurde sie zur Junior-Hausärztin am General Hospital in Hobart ernannt und 1908 als Ärztin am Women’s Hospital in der Crown Street in Sydney. Anschließend arbeitete sie in einer Privatpraxis in Lyon’s Terrace und war eine Zeit lang Schulärztin am Scots College.
1915 heiratete sie den in den Vereinigten Malaiischen Staaten lebenden Bergbauingenieur Ambrose William Freeman, mit dem sie von 1916 bis 1922 vier Kinder bekam. Sie begleitete ihren Mann für zwei Aufenthalte nach Malaya, bevor die Familie in das Haus ihres Vaters in Potts Point zog und wo sie 1930 nach dem Tod ihres Mannes weiterlebte.
Sie war viele Jahre Mitglied der Sydney Executive der Victoria League, des National Council of Women und des Berufungsausschusses der Young Women’s Christian Association. Während des Zweiten Weltkriegs war sie Vizepräsidentin der Zweigstelle der Australian Red Cross Society In Darlinghurst. 1941 übergab sie dem Roten Kreuz neben drei Morgen Land ihr Haus, welches als Genesungsheim für ehemalige Soldaten genutzt wurde.  1908 wurde sie zum Life-Governor des Frauenkrankenhauses ernannt.